# 美超微電腦
（簡稱美超微），是1993年於加州的聖荷西創辦的一間資訊科技企業，美國的跨國伺服器大廠，生產用於人工智慧(AI) 資料中心的伺服器。總部座落在矽谷，全球營運中心和廠區位於荷蘭，台灣分部位於新北市中和區，桃園八德區設有科技園區。

## 概覽
美超微於1993年由台裔美國人梁見後創辦，公司主要產品包括伺服器主機、存儲、主機板、機櫃解決方案、網路裝置、伺服器管理軟體、工作站等，客戶囊括資料中心、雲端運算、企事業資訊技術、大數據、高效能運算、超級電腦、嵌入式系统等。是全球最大的伺服器主機解決方案供應商。
2016年，美超微登上了《財富雜誌》評選增長速率前100全球最大的美國上市公司第18位，也是營收增長最快的資訊科技技術設備供應商。該年還創紀錄地在一次就通過的情況下於一座大型資料中心內部署超過三萬台刀鋒主機。
2018年10月，彭博社旗下的《彭博商業周刊》一篇報導宣稱，美超微公司的一些伺服器主機板在製造時被中華人民共和國軍方植入了偽裝成陶瓷封裝的巴倫濾波器的間諜晶片。受此影響，各大資料中心一片嘩然，美超微的股價暴跌40%。亞馬遜與蘋果公司均否認資料中心的伺服器存在任何中國的間諜晶片，美超微也發出聲明駁斥此事。
2024年，美超微公司宣布自2024年6月以來，已經出貨了超過2,000組液冷伺服器機架，且每季度的GPU出貨量超過100,000顆。這一表現使市場對美超微的技術能力重拾信心，推動其股價在10月初短時間內大幅上漲近15%。
2024年10月，美超微聘用的安永會計師事務所30日辭任，直言對其公司治理與透明度有疑慮，震撼業界，美超微30日股價狂洩逾32%，31日早盤再重挫逾16%。台灣美超微供應鏈恐承壓，市場關注是否面臨呆帳風險。2024年11月，美超微宣布聘請BDO國際，並且提交一份延遲申報計畫，要符合那斯達克上市規定，股價在收盤後大漲超過37%。

## 腳注

## 外部鏈結
- 官方網站 （页面存档备份，存于）